# Sainte-Mondane
Sainte-Mondane is een gemeente in het Franse departement Dordogne (regio Nouvelle-Aquitaine) en telt 199 inwoners (1999). De plaats maakt deel uit van het arrondissement Sarlat-la-Canéda.
In de gemeente ligt het kasteel van Fénelon, dat teruggaat tot de 12e eeuw. Hier werd aartsbisschop François de Salignac de la Mothe-Fénelon geboren.

## Geografie
De oppervlakte van Sainte-Mondane bedraagt 9,6 km², de bevolkingsdichtheid is 20,7 inwoners per km². De plaats ligt aan de Dordogne.
De onderstaande kaart toont de ligging van Sainte-Mondane met de belangrijkste infrastructuur en aangrenzende gemeenten.

## Demografie
Onderstaande figuur toont het verloop van het inwonertal (bron: INSEE-tellingen).

## Geboren
- François Fénelon (1651-1715), aartsbisschop